# محمد العلمي التازي (سياسي)
محمد العلمي التازي سياسي مغربي ، ( ولد بـ مكناس 3 مارس 1930 - توفي بـ تولوز الفرنسية 8 يناير 2011 ) ، ازداد الراحل محمد العلمي التازي في 3 مارس 1930 بمكناس بحي سيدي عبد القادر العلمي وتابع دراسته الابتدائية والثانوية بمسقط رأسه ليكمل بعد ذلك تحصيله الدراسي بمعهد النسيج بروبي بفرنسا.
وشغل الراحل، الحاصل على عدة أوسمة، منصب الرئيس المدير العام للعديد من المؤسسات الصناعية والفلاحية بالمغرب كما اشتغل في مجال الاستثمار في القطاعين العقاري والسياحي. وانتخب الراحل عضوا بالمجلسين البلدي والإقليمي لمدينة مكناس خلال الفترة الممتدة ما بين 1968 و 1983 ورئيسا لغرفة التجارة والصناعة بإقليمي مكناس و إفران (من 1970 إلى 1996) فرئيسا لغرفة التجارة والصناعة والخدمات بولاية مكناس و إقليم إفران سنة 1997 كما انتخب أيضا عضوا بمجلس النواب خلال الولايات التشريعية ( 1977 – 1983 و 1984- 1992 و1993 – 1997) . وقد شغل الراحل، العضو بـحزب التجمع الوطني للأحرار ، منصب وزير للصناعة والتجارة والصناعة التقليدية والذي عين فيه في 14 مارس 1998 .
ووري الثرى يوم الاثنين 10 يناير 2011 بـ مكناس ، جثمان الراحل محمد العلمي التازي عضو مجلس المستشارين، الذي وفاته المنية بأحد مستشفيات تولوز بفرنسا عن عمر يناهز 81 سنة.
وحضر مراسيم جنازة الراحل التي جرت بعد صلاة الظهر بمسجد محمد السادس بالزاوية الناصرية، أعضاء من الحكومة والأمناء العامون لعدة أحزاب سياسية ووالي جهة مكناس تافيلالت وأعضاء اللجنة التنفيذية لحزب التجمع الوطني للأحرار وحشد كبير من مناضلي الحزب ورؤساء المصالح الخارجية وممثلو جمعيات مدنية وشخصيات وطنية مدنية وعسكرية.